# مسمویت مسدودکننده کانال کلسیم
مسمومیت مسدودکننده کانال کلسیم (به انگلیسی: Calcium channel blocker toxicity) عبارتست از مصرف بیش از حد داروهایی به نام مسدودکننده کانال کلسیم اعم از به صورت تصادفی یا عمدی. این امر اغلب موجب یک ضربان قلب آهسته و فشار خون پایین می‌شود. این شرایط می‌تواند تا توقف کامل قلب پیشرفت کند. سایر علائم ممکن است عبارت باشند از تهوع، استفراغ، خواب آلودگی، و تنگی نفس. معمولاً علائم در شش ساعت اول ظاهر می‌شوند اما با مصرف برخی از داروها ممکن است تا ۲۴ ساعت شروع نشوند.
چندین نوع درمان وجود دارد که ممکن است مفید باشند.  این درمان‌ها عبارتند از تلاش برای کاهش جذب دارو اعم از: کربن فعال خوراکی اگر مدت کوتاهی بعد از بلع مصرف شود یا شستشوی کامل روده اگر از فرمول نسخه توسعه‌یافته استفاده شود. تلاش برای استفراغ کردن توصیه نمی‌شود. داروهای مربوط به درمان اثرات سم عبارتند از: مایعات داخل وریدی، کلسیم گلوکونات، گلوکاگن، دوز بالای انسولین، وازوپرسورها و امولسیون مایع. به علاوه ممکن است اکسیژن رسانی به غشای بیرونی نیز یک گزینه باشد.
در سال ۲۰۱۰، بیش از ده هزار از موارد مسمویت مسدود کننده کانال کلسیم در ایالات متحده آمریکا گزارش شدند. علاوه بر مسدودکننده‌های بتا و دیگوستین، مسدود کننده‌های کانال کلسیم یکی از بالاترین نرخ مرگ و میر ناشی از مصرف بیش از حد را به خود اختصاص داده است. این داروها ابتدا در دهه ۱۹۷۰ و ۱۹۸۰ در دسترس قرار گرفتند. این یکی از معدود درمان‌های دارویی است که در آن یک قرص می‌تواند موجب مرگ یک کودک شود.